# 智利南美货运航空
智利南美货运航空（英語：LATAM Cargo Chile，曾名为LAN Cargo S.A.）是一家总部位于美国迈阿密的货运航空公司，隶属于南美航空集团。智利南美货运航空主要营运范围为整个南美洲到欧洲和北美的货运航线，枢纽机场为圣地亚哥豪爾赫·查韋斯國際機場和邁阿密國際機場。

## 外部鏈結
- 南美航空官方網站 （页面存档备份，存于）
- Lan Airlines在YouTube的用戶頁 （页面存档备份，存于）
- 有關LAN Airpasses